# 仁王2
『仁王2』（におうツー、Nioh 2）は、コーエーテクモゲームスから発売されたアクションロールプレイングゲーム。
2020年3月12日にPlayStation 4で発売された。仁王シリーズの第二作目であるが前作より前の時代がメインとなっており、前日譚と続編の両方の側面を持つ物語となっている。

## ストーリー
時は1555年、徳川家康により天下統一が成される幾らか前の時代。人と妖怪の間に生まれた主人公は、美濃の国で暮らしながら、妖怪退治や傭兵に明け暮れていた。
ある日、主人公は凶暴な妖怪を討ち果たすも、その過程で自身の妖怪としての力も暴走してしまう。
そこへ駆けつけ、主人公の暴走を止めたのは“霊石”を売り歩く商人、藤吉郎。二人が戦国時代を”仁王”の如く駆け上がる、「秀吉」の物語の幕開けであった。
二人は美濃の有力武将からの依頼を請け負う形で、霊石集めに励んでいたが、霊石を狙う者の襲撃に遭う。
追っ手より逃れる道中で、妖怪を目の敵にする謎の女「無明」を仲間に引き入れ、尾張へと落ち延びた彼らは、織田信長の家臣に取り立てられる。
桶狭間の戦い、墨俣城の建城といった場で、妖怪の力や霊石による軍勢の強化によって手柄を上げ、さらに蜂須賀小六などの仲間を増やした二人は、織田家中で次第に重きをなしていき、信長より二人で「秀吉」の名を与えられる。
順調に見えた二人の行く末だったが、その背後には”霊石”のもたらす大きな陰が忍び寄っていた――

## 登場キャラクター
主人公（秀の字 / 秀千代）
声：（男性）小林大紀、竹内栄治、北田理道、木内太郎、髙階俊嗣、（女性）引坂理絵、森なな子、清水はる香、品田美穂、定岡小百合
母とふたりで暮らしていたが、錫杖を持った謎の男によって母が殺されてからは、母から託された『秀』の文字が刻まれた小刀を手に独りで生きていくしかなかった。妖怪の血を引き、妖怪と渡り合う力を備えており、妖怪退治を生業としながら他者と距離を置いて暮らしていた。言葉を喋ることができず、上記の声優は戦闘中の声のみを演じている。
そんな主人公のもとに、差出人不明の文が届く。文に書かれた依頼に応えて十三桜の妖怪を退治したが、自身の力を制御できなくなってしまう。苦しみもがくところへ現れたのは、文の差出人である藤吉郎だった。
霊石で妖怪の魂を鎮める能力を持つ藤吉郎に救われ、誘われるまま行動をともにする。
守護霊はチュートリアルで真神、天御鳥、影鰐の3体から選択する（ストーリー進行で残り2体も入手可）。
性別や外見は拠点内の庵で変更可能。また、『姿写し』で織田信長など一部キャラクターの外見（声含む）でプレイすることも可能。その場合防具を変更しても外見には反映されず、温泉に入っても脱衣することはない。なお、ムービー再生時は本来の姿に戻る。
藤吉郎
声・キャラクターモデル：竹中直人
霊石を商う、野心溢れる行商人。他人の信頼を得るのが得意なお調子者で、持ち前の嗅覚と知恵で乱世を生き抜いてきた。荒魂化した妖怪を和魂に戻すという、稀有な能力の持ち主である。上昇志向が強く、乱世に成り上がることを夢見ている。十三桜村で出会った半妖の主人公を恐れるどころか相棒と呼び、ともに旅に出る。守護霊は、日吉大社に祀られる山王権現の使いでもある神猿。前述のとおり本作では「秀千代と藤吉郎の二人の名が秀吉」であるため、秀吉ではなく「藤吉郎」、「太閤様」と呼ばれる。
竹中直人が1996年に主演したNHK大河ドラマ「秀吉」で彼が行った決めポーズ「心配御無用」が本作の主人公の身振りとして用意されており、藤吉郎の『姿写し』で使用した場合はボイス付きとなる。
無明
声・キャラクターモデル：波瑠
妖怪を狩る集団・ソハヤ衆の長の女性。 美濃たたら山の鍛冶場に起こる怪異の噂を聞きつけた無明は、妖怪の仕業と断じて現場に急行。そこで主人公と藤吉郎に出会う。無明は半妖の主人公を狩るべきものとして敵視し斬りかかる。守護霊は八百波姫。不幸な出来事により人魚に変じた古の姫君だとされる。
織田信長
声：井上和彦
尾張国の戦国大名。奇抜な振る舞いや服装を好み、うつけと呼ばれた。服装の各所に南蛮趣味がうかがえる。 守護霊は豹尾神と天眼孔雀。鉄砲を用いた革新的な戦術など柔軟で合理的な思考で勢いを伸ばしていたが、強大な隣国・今川家の脅威に晒されていた。
しかし信長軍は主人公の活躍を受けて桶狭間で今川軍に大勝。織田家は滅亡の危機を脱し、その勢力を増してゆくことになる。素性や出自よりも能力を重視する信長は、戦いでの功績から2人を家臣として取り立てた。
濃姫
声：田中理恵
斎藤道三の娘で、織田信長の正室。濃姫という呼称は美濃国から嫁いできたことによる通称であり、名は帰蝶であったとされる。凛とした美しさと威厳を備えた女性で、氷のように冷たいと思われることもあるが、夫の信長を深く愛している。守護霊の薄氷蝶は、死者の魂との関わりが深いという。
今川義元
声：中尾隆聖
駿河国の戦国大名。今川家は足利将軍家に連なる名門であり、その勢力圏を遠江・三河まで拡大した義元は“海道一の弓取り”の異名をとる名将だった。西方への勢力拡大を企図して尾張に侵攻したが、桶狭間で織田信長の奇襲を受ける。守護霊は六牙象。
柴田勝家
声：磯部勉
織田家の家老。 信長の父・信秀の代から仕える。かつて信長の弟・信行に仕え信長と敵対したが、罪を許されてからは織田家の筆頭家老として重きをなした。“鬼柴田”、“かかれ柴田”、“瓶割り柴田”と複数の異名を持つが、いずれも彼の勇猛さを示すものである。ルイス・フロイスも「信長の時代の日本でもっとも勇猛な武将であり果敢な人」と評している。自分と同じく武勇を頼みに忠義を尽くそうとする前田利家のことを可愛がる一方、霊石や妖怪の力を利用しようとする藤吉郎を毛嫌いしている。守護霊は猪笹王。
前田利家
声：檜山修之
尾張国の武将。若い頃より織田信長に小姓として近侍し、その武勇から“槍の又左”の異名を取った。守護霊は送り犬。
かつて利家は傾奇者として派手な振る舞いを好み、喧嘩ばかりしていたが、それが度を越してしまったことで信長の怒りを買い、織田家を追放されていた。何としても信長に許してもらいたい利家は、桶狭間の戦いに勝手に参戦する。
蜂須賀小六
声：三宅健太
川並衆の顔役。川並衆は墨俣一帯に棲む和魂妖怪が緩く連帯した、一種の互助組織である。小六はあやかしの血を引いており、体の各所に河童に似た特徴を持つ。
墨俣は戦乱の波を受け、和魂たちは荒れ、散り散りになってしまっていた。小六は墨俣への築城を図る藤吉郎の求めに応じ、藤吉郎や主人公に出会う。
真柄直隆
声：山本格
朝倉家の家臣。五尺三寸（およそ160cm）もの大太刀・太郎太刀を軽々と振るった怪力の猛将として知られる。姉川の戦いでは単騎で徳川勢に突撃し、十二段構えの陣立てを八段まで突き破ったという。
服部半蔵
声：森川智之
徳川家康に仕える忍者。 本名は正成。通称の半蔵は、伊賀国の忍び衆の頭領が代々受け継ぐ名のひとつで、前作に登場する服部半蔵（正就）の先代。 伊賀衆を指揮して隠密活動に従事する一方、武将としても活躍。槍の達人であり、その武勇は“鬼の半蔵”と称されるほどだった。
織田信長の要請を受け、徳川勢は姉川の戦いに参陣、浅井・朝倉勢と激突した。 しかし徳川勢は、敵陣に妖怪の群れが現れたことで劣勢に追い込まれる。朝倉家の猛将、真柄直隆もまた妖怪と化して徳川勢を猛攻。その相手を本多忠勝に任せ、半蔵は主君の家康を護るために戦場を奔走した。守護霊は猫又。
本多忠勝
声：玄田哲章
徳川家康配下の武将。通称は平八郎。特に功績の大きかった四武将の1人として、徳川四天王に数えられる。徳川家に代々仕える譜代の家臣で、群を抜いて戦功めざましく、圧倒的に不利な戦況でも敵勢を驚かすほどの見事な撤退戦を演じ、“家康に過ぎたるもの”と高く評価された。また、おびただしい数の戦場に出ながら巧みな用兵でかすり傷ひとつ負わなかったとされる。守護霊は神鹿。
織田信長の要請を受け、徳川勢は姉川の戦いに参陣、浅井・朝倉勢と激突した。 しかし徳川勢は、敵陣に妖怪の群れが現れたことで劣勢に追い込まれる。朝倉家の勇将・真柄直隆もまた妖怪と化して徳川勢を猛攻。忠勝は直隆の猛攻を独りで引き受け奮戦していたが、槍を跳ね飛ばされて窮地に陥る。
雑賀孫一
声：加瀬康之
紀伊国を本拠とする雑賀衆の頭領。孫一とは雑賀衆の頭領が代々受け継いだ通り名で、本名は鈴木重秀。前作で登場した重朝の先代にあたる。雑賀衆は依頼を受けて各地へ派兵する傭兵集団で、鉄砲や抱え大筒など砲術に長けた。戦は金次第で引き受け、特定の主君を持たない。本願寺の顕如の依頼を受けて石山本願寺に籠もり、織田信長と熾烈な攻防戦を繰り広げた。守護霊は八咫烏。
お市
声：園崎未恵
織田信長の妹。尾張清洲城に暮らし、その美貌は傾国と噂された。新たに織田家に取り立てられた藤吉郎と主人公の活躍を見守る。のち兄・信長の意向により、近江国の浅井長政に嫁ぐことになる。守護霊は九尾。
斎藤利三
声：小山力也
明智光秀の家臣。光秀と同じ美濃国の出身だが、正確な出自には諸説ある。美濃斎藤家に陪臣として仕えたのち、光秀の配下となった。光秀に重用されて明智家の筆頭家老として活躍。四国の大名、長宗我部元親に妹が嫁いでいた縁で、織田家と元親の仲介役も果たした。霊石の乱用を防ぎ、世の調和を守ろうとする明智光秀に共感し、光秀に従う。光秀と同じく陰陽術の心得があり、金ヶ崎では藤吉郎の抹殺をもくろむ。
松永久秀
声：千葉繁
大和国を本拠とする武将。通称は弾正。主家である三好家を圧倒して当主を亡き者にしたほか、足利将軍家を京から追放するなど、梟雄と呼ばれるに相応しい非道を用いて畿内を席巻した。裏切りをためらわず、奸計に長ける反面、茶の湯などを愛する風流人で、高価で貴重な茶器を多数目利きして掘り出し、所蔵したという。
現世から隔たれた隠世の間、そこに久秀の茶室があった。茶釜を覗けば、現世と同じく争乱の最中にある隠世の情勢を一目で眺めることができる。久秀は、そんな隠世の混乱を眺めながら、茶の湯を楽しんでいるようだ。守護霊は糸繰。
浅井長政
声：興津和幸
近江国の戦国大名。尾張から美濃へと進出した織田信長と同盟を結ぶため、信長の妹・お市を妻に迎えた。信長の義弟として厚い信頼を受けていたが、突如裏切り、越前の朝倉攻めに向かった信長を急襲する。守護霊は比翼鳥。
明智光秀
声：三上哲
織田家の家臣。美濃国の出身とされるが、確かな出自は不明である。斎藤家が滅んだ際、織田信長にその才を見出されて仕えることになった。織田家に加わってからは高い教養と軍才をもって信長の信頼を獲得し、新参ながら異例の出世を遂げた。守護霊は玄武。
陰陽術の心得がある光秀は霊石の乱用が世を乱すことに繋がるとし、世の調和を保つことを大義としていた。織田家の武将として朝倉攻めに参陣していた光秀は、霊石を用いる藤吉郎の存在を危険視し、密かに抹殺を画策する。
斎藤道三
声：山路和弘
美濃国の元戦国大名。下剋上によって大名の座を勝ち取った野心家で、“美濃の蝮”の異名をとる。尾張の織田家と争っていたが、娘の濃姫を織田家の嫡男・信長に嫁がせることで和睦し、美濃の支配を確かなものとした。今は家督を子の義龍に譲り、隠居の身となっている。信長と面会した道三は、自分の子よりも信長の器が上であると認めていたという。藤吉郎ら侍以外の者を雇い、霊石を集めている。守護霊は白蝮。
深芳野
声：井上喜久子
主人公の母親。謎めいた美しい女妖怪。主人公と2人、静かに暮らしていたが、ある日錫杖を持った謎の男に襲われる。深芳野は最後の力を振り絞り、幼い主人公に小刀を託した。
竹中半兵衛
声：内田夕夜
美濃国の武将。はじめ斎藤家に仕え、織田家の美濃侵攻をよく防いだ。主君を諫めるために、僅かな手勢のみで斎藤家の本城、稲葉山城を占拠したことがあり、稀代の智将として知られる。
斎藤道三が没してからは、斎藤家を辞して隠棲していた。そこに、藤吉郎と主人公が仕官を誘うため現れる。 病身を理由にはじめは固辞していたが、かねてより藤吉郎と主人公の噂には興味を抱いていた。藤吉郎が半兵衛の守護霊であり師でもある白澤の穢れを祓って見せると、相手が藤吉郎であることを確信。半兵衛の病も回復の兆しを見せ、織田家の稲葉山城攻略に助力する。
千利休
声：羽佐間道夫
藤吉郎に仕えた茶人。元は堺の商人。武野紹鷗に師事して茶の湯を究め、のちに茶聖と称された。はじめ織田信長に召し抱えられ、信長の死後は藤吉郎に仕えて側近となる。守護霊は勇魚神。
斎藤義龍
美濃国の戦国大名。斎藤道三の嫡子。道三の隠居に伴い、家督を継いで稲葉山城主となった。しかし、父の道三とは敵対。道三は娘の濃姫を信長に嫁がせて織田家と同盟を結んでいたが、義龍の行動により再び美濃と尾張は争うことになる。
果心居士
声：大塚芳忠
錫杖を携え、禍々しく輝く赤い瞳を持つ僧形の怪人。過去に主人公を襲って重傷を負わせているほか、さまざまな事件の影で暗躍する。その正体は謎に包まれている。
千子トヨ
声：田中有紀
伊勢国で活躍した伝説の刀匠・千子村正の孫。村正の教えを受けて刀工となり、厳しい修行の末に卓越した技術を身につけた。行方をくらませている祖父の村正に代わり、世に名高い“村正”の名を守るべく刀剣を作り続けている。 賊に襲われた際、身を隠していたところを主人公に助けられて以来、主人公から鍛冶屋としての依頼を受けるようになっている。
岡部正綱・元信
今川家に仕えた武将。2人は兄弟とも親子ともいわれるが詳細は不明。桶狭間の合戦後も、討たれた主君・今川義元の首級を取り戻すため戦場を彷徨い、主人公相手に奮戦する。
前田慶次
声：新祐樹
尾張国出身の武将。慶次は通称で、本名は利益。 滝川一族の出身で、前田利家の義理の甥。のち前田家を出奔して京で悠々自適に過ごし、歌人として数々の文化人と交流を深め、上杉家の直江兼続とも親交があったという。
首取り足立
織田家帰参のために手柄を求める前田利家とそれに助力する主人公の前に立ちはだかる武将。
ヤスケ
声：リッチー・キャンベル
織田信長の家臣。信長から弥助の名で呼ばれた。アフリカ出身の大男で、宣教師の従者として信長と目通りした際、信長に請われてその配下となった。初めて見る黒人に信長も最初は肌の色を信じられず、服を脱がせて水で洗いようやく納得した。その後、甲州征伐など織田軍の戦役に従軍。本能寺の変の際も信長の側にあった。守護霊はアトラスベア。
蒲生氏郷
声：綿貫竜之介
近江国出身の武将で、千利休の高弟７人を指す利休七哲の1人。キリスト教に帰依し、洗礼名はレオン。 千利休からは“文武二道の御大将にて、日本において一人、二人の御大名”と評された。 信長に見出され14歳で初陣を飾ると、小谷城攻めなど数々の戦いに従軍して武功を挙げた。
交易の検分に向かった氏郷は囚われの身となる。
真柄隆基・直澄
豪傑として名高い真柄直隆の、隆基は子、直澄は弟。直隆に似て怪力の持ち主だったという。姉川の戦いではともに奮戦。
糞好きの竜之丞
声：宮崎敦吉
小谷城下水道にて空腹を訴える兵士。仙薬か糞玉を選んで渡すことができる。また、渡した数が一定数に達すると身振りや製法書などを譲ってくれる。
阿国
声：有賀由樹子
舞いを得意とする巫女。 明るく陽気な性格で、困った人間を放っておけない人情家。 舞いで各地を巡業し、戦乱で荒んだ人々の心を慰めている。その華麗な舞いは世間で評判となったが、なぜか妖怪たちをも引き付けることとなり、阿国は妖怪によって湯屋に囚われてしまう。
下間頼廉
石山本願寺の坊官。軍事面の指導者として、一向門徒の戦いを指揮した。石山合戦では、傭兵の雑賀孫一と共に戦い織田信長の軍勢を大いに苦しめた。
池田恒興
織田信長の家臣。信長とは乳兄弟の間柄で、幼少より小姓として信長に仕えた。桶狭間、姉川など主要な合戦に参加して功を重ね、家中での存在感を示していた。 本能寺の変が起こると、藤吉郎の軍に合流して明智勢と戦った。
池田元助
織田信長の家臣。幼少より信長に仕え、父の恒興と共に歴戦した。明智光秀の寄騎とされたが、本能寺の変が起きると光秀のもとを離れ、藤吉郎の軍に父と共に合流。小牧・長久手の戦いでは、徳川の本拠・三河国の奇襲を狙う。
森長可
織田信長の家臣。森成利森蘭丸の兄。槍の達人で、その武勇を“鬼武蔵”と恐れられた猛将として知られる。信長の嫡男である信忠に従って、甲州征伐に貢献。武田家を滅亡させた後は、信濃に所領を得て上杉軍と戦った。本能寺の変が起こると、岳父である池田恒興と共に藤吉郎に味方する。
千子村正
声：多田野曜平
伊勢国で活躍した伝説の刀匠。千子村正とは刀工一族の頭が世襲した通り名で、刀に打たれる銘と同様に単に村正とも呼ばれる。本多忠勝愛用の名槍である蜻蛉切や、徳川家康の子・信康の介錯に使われた刀など、多くの作品を残し村正の銘は名刀の代名詞となった。
仙石秀久
声：間宮康弘
美濃国出身の武将。数々の軍功により淡路国５万石を拝領して藤吉郎の家臣団で最も早く大名に出世した。
秀久は藤吉郎の信任を受け、長宗我部家を攻めるため勇んで四国征伐に向かい、そこで出会った主人公と対峙する。
長宗我部元親
声：最上嗣生
土佐国の戦国大名。家督を相続後に土佐を統一したのち四国を平定し、“土佐の出来人”と称された。母は美濃斎藤氏の娘、正室は斎藤利三の異父妹であるなど、明智光秀らとの関わりが深い。四国へ押し寄せた藤吉郎の軍に対し、兵を挙げる。
山中鹿之助
出雲国出身の武将。鹿之助は通称で、本名は幸盛。尼子三傑の一人で、麒麟児の異名で山陰に知れ渡った。兄に代わって家督を継ぐと、主家である尼子氏の武将として忠誠を尽くして活躍する。尼子氏の衰亡後は、主家の再興に尽力して戦いを続けた。「七難八苦（七種の災難と八種の苦難）を与えたまえ」と夜空の三日月に戦功を祈った逸話が残る。信貴山城に義刃塚が立てられており、招喚することで特定のミッションが解放される。
賤ヶ岳七本槍
賤ヶ岳の合戦で活躍した福島正則、加藤清正、加藤嘉明、平野長泰、脇坂安治、片桐且元、糟屋武則の7人。醍醐寺の藤吉郎のもとへ向かう主人公の前に立ちはだかる。
無二・蛍・小雀
雑賀衆の女性砲手。信長と敵対し、主人公に立ち塞がる。
ウィリアム
声：ベン・ピール
前作の主人公。平等院で赤く目を輝かせる主人公（今作）に遭遇する。守護霊はシアーシャ。
ジョセフ
声：有賀由樹子
ウィリアムの息子。両親から物怖じしない豪胆な性格と守護霊の玉兎を受け継ぐ。
マリア
声：ヨランダ・ケトル
エスパーニャから遣わされた王宮密使。忍者に匹敵する身体能力と戦闘技術を有する。アムリタ（霊石）の力で勢いを取り戻そうとするエスパーニャの意向を受け、日本に戦乱を起こし、霊石を得ようとしている。
塚原卜伝
声：浦山迅
戦国時代の剣豪。鹿島新当流の創始者。鹿島神宮の神官の家に生まれ、父や養父から剣術を学ぶと、若くして武者修行の旅に出た。やがて京に上り、名だたる剣士に勝ち続けて名声を得る。仕合を重ねるごとに弟子が増え、諸国を旅するト伝の行列は80人を超えたこともあるという。伊勢国司、北畠具教や将軍・足利義輝らにも剣術を指南し、一の太刀の奥義を伝授している。その生涯で幾度となく仕合や合戦に臨んだが、刀傷は一つもなかったという。
加藤段蔵
声：山本格
戦国時代に暗躍した忍者の一人。その身軽さから“飛加藤”あるいは“鳶加藤”の通り名で呼ばれる。常陸国の出身で、北条家が抱える忍者衆の頭領・風魔小太郎に師事して忍術を会得した。その後は、武田信玄や上杉謙信など名だたる大名家に仕えて忍び働きに従事している。忍術のみならず幻術も得意としており、牛を呑み込んだ、扇であおいで花を咲かせたなどの逸話が各地に残っている。
安倍晴明
声：河西健吾
平安時代の陰陽師。正確な出自は定かでないが、下級貴族の生まれであり、陰陽師として才能を開花させながらも出世は遅かったという。 占いや妖怪封じなどで功を重ね、徐々に朝廷での名声と信頼を得るようになり、ついに陰陽師の大家として認められた。その活躍は、『今昔物語集』『宇治拾遺物語』など多くの書物に残されており、後世に陰陽師の代名詞となった。守護霊は葛葉狐。
足利義輝
声：星野貴紀
室町幕府の第十三代将軍。新当流で著名な塚原卜伝に剣術を学んで一の太刀の秘技を授かり、“剣豪将軍”の名で知られる。 衰亡しつつあった将軍家を再興するため、畿内の覇権を巡って三好家と抗争する一方、全国諸大名に将軍の名で和睦を働きかけたり、名や諱から一字拝領を許したりなど精力的に権威を示そうと努める。しかし、松永久秀らの裏切りに遭い、最期は二条御所を包囲されながら果敢に抵抗し、多勢を防ぎきれずついに力尽きた。将軍家に伝わる数多の宝剣を両手に掲げて敵と斬り合い、血飛沫の中、新たな剣技の極意に達するほど奮闘したという。
司箭院興仙
声：岩崎ひろし
安芸国の武芸者。毛利家に仕えた宍戸家の出身で名は家俊。修験僧となり、死線を幾度も越えるほどの修行を積み、源義経を遠祖とする司箭流の兵法を開いた。修行の一環で天狗の法と呼ばれる仙術まで身につけたとされ、齢100を超える老齢ながら若々しい肉体を維持している。刀、鎖鎌、大太刀などあらゆる武器を使い分け、特に鎖鎌に関しては傑出した奥義を用いる。高僧らしく穏やかで達観した人格者であるが、ひとたび戦闘ともなれば、放った殺気のみで鳥や小動物を気絶させるという。
坂田金時
声:かぬか光明
平安時代に怪力で活躍した武士。金太郎の幼名で知られる。別名に怪童丸とも。駿河国の足柄に生まれ、成長後、源頼光に仕えて股肱の臣となり、四天王の一人に数えられた。酒呑童子という鬼たちが山を下って京の町を脅かしたため、頼光に従って討伐に向かい、見事これを退治したと伝わる。のち遠征中に病死したが、優しくて力持ちであったという金太郎の好漢像は民衆から敬愛されて神格化され、ときおり実体化した霊として現世に顕現する。

牛若戦記（DLC1）
源義経
声：花江夏樹
平安時代末期の武将。幼名は牛若丸。京の鞍馬山で、かの地に住まう天狗を師として剣術を学んだと伝わる。兄である源頼朝が平家討伐のために挙兵すると馳せ参じ、数々の激戦を源氏の勝利へと導いたとされる。その人並み外れた活躍振りから半妖であったともいわれる。守護霊は鞍馬天狗と鳳。
義経は嵐が吹きすさぶ中、平家の拠点である屋島に奇襲をかける。船から船へ飛び移り、立ちふさがる平家を翻弄する。そこで義経は、海入道を倒した主人公に出会う。
弁慶
声：武虎
巨躯に頭巾や法衣をまとい、仕込棍を始めとするさまざまな武器を使いこなす剛の者とされている。義経の従者として有名だが、その出会いは弁慶が各種の武器を集めていたことがきっかけであったという。義経に付き従い、弁慶は屋島で平家と争っていた。弁慶は主人公の持つ刀を義経のものと勘違いし、奪い返そうと襲いかかる。
那須与一
平安時代末期の武将。与一は通称で、本名は宗隆。弓の名手として名高い。源氏と平家の争いでは源氏方として戦っており、波間に揺れる小舟に掲げられた扇子の的を一矢で射抜いた屋島での逸話が特に有名である。平家との争いが終わった後、那須家の家督を継いだ与一は荘園を賜り、これを機に那須家は末永く続くことになる。
屋島にいた与一は、義経に頼まれて神器を探しにきた主人公に出会う。
平景清
平安時代末期の武将。本名は藤原景清で、平家方として戦ったことで俗称として平景清と呼ばれる。悪七兵衛の異名で知られる豪傑である。特に、屋島の戦いで源氏方の武将と戦った際に首周りを守る兜の綴という頑丈な部位を手で掴んで引きちぎったとされる“綴引き”の逸話は、景清の勇猛さを表すものとして有名。源氏が勝利して大勢が決してからも景清は源頼朝暗殺を狙って各地を潜伏していたとされており全国にさまざまな伝説が残っている。
景清は神器を回収するため屋島に舞い戻ったが、同じく神器を探しにきた主人公と出会い戦う。
梶原景時
平安時代の武将であり、源頼朝の御家人。元々は平家方の武将であったが、戦に負けた頼朝を匿って味方に嘘をついて助けたことから後に御家人として召し抱えられる。頼朝からの寵愛は非常に厚く、頼朝とその息子の頼家の二代に渡って忠実な家来として仕え続けた。主人公は景時の案内に従い、往来の妨げとなるあやかし狩りを行う。
西行
数多くの和歌を遺したことで知られ る平安時代の歌人。俗名は佐藤義清で、元々は武士として公家に仕えていたが、23歳で出家すると日本各地を放浪、二千余首の和歌を詠んだ。特に桜と月について詠んだ和歌が多く、自身が編纂した『山家集』には百首以上も取り扱われている。西行の歌は広く親しまれ、その歌札も各地に散らばっている。
伊達朝宗
平安時代の武将。源頼朝と近い親戚であり、頼朝が挙兵した際は馳せ参じて、平家打倒に力を尽くす。奥州藤原氏との戦でも息子たちと共に奮戦した結果、奥州に所領を授かることになり、伊達家は末永く続くことになる。朝宗は平泉で主人公に助けられ、藤原氏の残党やあやかしを倒していく。守護霊は青龍。

平安京討魔伝（DLC2）
源頼光
声：甲斐田裕子
平安時代中期の武将。武勇の誉れ高く、源家相伝の刀を振るって数多のあやかしを討滅したとされる。守護霊は鳳凰。頼光は頼光四天王と呼ばれる屈強な郎党の4人を従えており、彼らを率いて酒呑童子や土蜘蛛を退治したという伝説が残っている。歴史書などには記されていないが実は女性であった。彼女の業績をもとに弟がもう1人の頼光として表舞台で政治 的手腕を発揮し、両者の活躍がともに“源頼光”の伝承として今日に伝わっている。
燃え盛る京にて、頼光は魂代箱に収めた和魂の妖怪を従えてあやかしを退治していた。額から生える角を見て主人公を鬼と見なした頼光は、主人公に襲い掛かる。
渡辺綱
平安時代中期の武将。源頼光が率いる頼光四天王の筆頭とされ、頼光から貸し与えられた名刀を振るって数多の鬼を討ったという。特に有名な逸話が、一条戻橋に現れた鬼を斬った話である。一条戻橋で綱は美女と出会うが、その女が鬼の変装だと看破、見事その腕を切り落とす。以後、頼光から貸し与えられた名刀は鬼切と呼ばれるようになったという。綱が数多くの鬼を討ったことから、豆を撒いて鬼を家から追い出す節分の行事にて渡辺姓の者は豆撒きをせずともよいと伝えられている。
碓井貞光
平安時代中期の武将。源頼光が率いる頼光四天王の一人で、同じ四天王の坂田金時を足柄山にて見出したとされる。読経をしている際に受けた神霊のお告げに従って、四万温泉を見つけたという逸話や、十一面観音菩薩の加護を受け碓氷峠に住む大蛇を倒したという伝承など、神仏に関連した伝説が多く残る。
頼光に頼まれ、主人公はあやかし討伐に向かった貞光を助けに行く。
卜部季武
平安時代中期の武将。本名は坂上季武で、別名に平季武。源頼光が率いる頼光四天王の一人で、弓馬に優れ、坂上田村麻呂の子孫とされる。 名剣・蜘蛛切を滝夜叉姫から取り返す神楽や、夜に姑獲鳥から抱けと渡された赤子を怯えもせずに平然と抱く逸話が残る。
怪しい人影を追って主人公は大内裏へ向かい、季武と出会う。
蘆屋道満
声：大塚芳忠
平安時代中期の陰陽師。播磨国出身とされる。道摩法師とも言われ、安倍晴明に並ぶほどの術の使い手であったと伝わっている。道満は晴明との術勝負に敗れたあと、晴明の弟子になったとも京を去って呪術による大貴族の暗殺を試みたとも伝えられるがいずれも定かではない。道満は京を害すべく、外法を使って羅生門に土蜘蛛を呼び寄せるなど暗躍していた。土蜘蛛を倒した主人公の前に現れた道満は源頼光が魂代箱から放った和魂の妖怪を外法により荒魂へと変化させる。そして頼光たちを愚かと見下し、悠然といずこかへ去った。
その後、道満は大内裏の地下にあった霊石の力で地を隆起させ、大内裏を妖気溢れる地と変貌させた。
藤原保昌
平安時代中期の貴族。源頼光の郎党ではなかったものの、頼光たちと共に酒呑童子を討ったとされる。貴族でありながらも武勇に優れており、袴垂という盗賊の首領を、武威のみで退けたという伝承が伝わる。歌人の和泉式部を妻としたことでも知られ、２人の逸話を元にして、京都の伝統祭事、祇園祭にて巡行する山車・保昌山の装飾が造られたとされる。
大内裏の梅の枝を求める保昌は、時同じくして梅の噂を聞いて訪れた主人公と出くわす。
平維衡
声：綿貫竜之介
平安時代中期の武将。屈強な武士として源頼光に並ぶ豪傑とされている。伊勢守にも任ぜられ、その後、維衡の子孫は勢力を拡大。やがて平清盛を輩出して繁栄を迎え、伊勢平氏と称えられることになる。蝶を意匠とする平家の家紋は多く、維衡も蝶紋を用いた。貴族的で雅な印象を受けるが、味は死と再生を象徴しており、命を惜しまぬ気概を示すとして武門にも愛用された紋である。守護霊は蛇目蝶。
レン・ハヤブサ
声：岩崎了
隼流の超忍。鬼を斬る鬼である主人公の噂を聞きつけ果たし状を送りつける。『NINJA GAIDEN』シリーズの主人公であるリュウ・ハヤブサの先祖。

太初の侍秘史（DLC3）
鈴鹿
声：井上喜久子
2本の角を生やした女妖怪。人妖の和を夢見て兄と共に鈴鹿峠の村へと来たが、村人と争って夢を違えた兄と対立し争うことになった。守護霊はソハヤ。
出雲広貞
平安時代初期の医師。病に伏せった帝を昼夜問わず厚く看病した功で、侍医となる。その後、勅命によって各地に伝わる薬に関する知識や技術をまとめ、日本最古の医学書とされる『大同類聚方』を記した。守護霊はアマビエ。
妙薬を求めて各地を旅していた広貞は、珍しい薬草に釣られて頭塔の奥に迷い込んでしまう。
空海
平安時代初期の仏僧。唐に渡って密教を学び、日本に帰国後、真言宗を開いたことで知られる。紀伊国の高野山を真言宗の道場に整備し、また庶民のための学校を設立するなど、一僧侶に留まらない幅広い活躍の結果、仏法を弘めて衆生に利益を与えたとして“弘法大師”と尊称されるに至った。また“大師流”と呼ばれる書流を生んだ能筆家で“弘法、筆を選ばず”など、今に伝わる慣用句の中にも名を残す。守護霊は朱雀。
仏道の修行にて各地を旅する空海は、その途上、無数の遺体が散らばる鈴鹿峠の村へやってきた。愛用の筆を紛失して困惑していたところ、訪れた主人公と出会う。
古の女天狗
声：佐藤朱
主人公の持つ菓子の匂いに誘われ現れた妖艶なあやかし。大きなカエデの団扇で戦う。『デッド オア アライブ シリーズ』に同一のキャラが登場している。

## 妖怪
木霊
魑魅
すねこすり
ムジナ
ぬりかべ
餓鬼
妖鬼
猿鬼
一本だたら
河童
敷次郎
山姥
鬼火
骸武者
濡れ女
毒ぬめり
外道兵
ろくろ首
わいら
一つ目鬼
三目八面
唐傘お化け
琵琶牧々
一つ目小僧
大入道
烏天狗
雪入道
古籠火
蜘蛛
鉄鼠
小海坊主
輪入道
なまはげ
一反木綿
姑獲鳥
禍ツ武者
赤河童
馬頭鬼
牛頭鬼
煙々羅
夜刀神
鎌鼬
怨霊鬼
たたりもっけ
牛鬼
火車
両面宿儺
ダイダラボッチ
酒呑童子
長壁姫
大嶽丸
玉藻前や酒呑童子と並んで日本三大妖怪に数えられる強大な鬼。伝承によれば、伊勢国と近江国の国境にある鈴鹿山に住んでいた鬼神とされる。強力な神通力を持ち、自在に 空を飛ぶほか、山を黒雲で覆って嵐を呼び、電や雷、火の雨などを降らせたという。最終的には帝の命を受けた坂上田村麻呂により討伐され、遺骸は平等院に封印された。大嶽丸は三明剣がある限り滅びることはないとされ、さらに三明剣自体が破損してもやがて復元する力を持つことから、大嶽丸を滅ぼすことはできないという。